# Wijken en buurten in Ameland
De Nederlandse gemeente Ameland is voor statistische doeleinden onderverdeeld in wijken en buurten. De gemeente is verdeeld in de volgende statistische wijken:
- Wijk 00 (CBS-wijkcode:006000)

Een statistische wijk kan bestaan uit meerdere buurten. Onderstaande tabel geeft de buurtindeling met kentallen volgens het Centraal Bureau voor de Statistiek (2008):
| CBS-buurtcode | Buurtnaam                | Inwonertal | Opp. totaal (ha) | Opp. land (ha) | Ligging                |
| ------------- | ------------------------ | ---------- | ---------------- | -------------- | ---------------------- |
| BU00600000    | Nes                      | 1080       | 101              | 99             | Locatie in de gemeente |
| BU00600001    | Buren                    | 650        | 2240             | 2229           | Locatie in de gemeente |
| BU00600002    | Ballum                   | 340        | 58               | 58             | Locatie in de gemeente |
| BU00600003    | Hollum                   | 1180       | 112              | 112            | Locatie in de gemeente |
| BU00600007    | Verspreide huizen Ballum | 60         | 1463             | 1444           | Locatie in de gemeente |
| BU00600008    | Verspreide huizen Nes    | 60         | 713              | 698            | Locatie in de gemeente |
| BU00600009    | Verspreide huizen Hollum | 80         | 1296             | 1277           | Locatie in de gemeente |